# Scrittura collaborativa
La scrittura collaborativa consiste nella partecipazione di più persone alla stesura di un testo. Si adotta questa pratica soprattutto nella scrittura di documenti o di codici sorgente di programmi informatici. Una delle caratteristiche fondamentali della scrittura collaborativa è la sua asincronicità, cioè il fatto che i membri del gruppo non devono riunirsi per lavorare insieme cosicché i tempi di scrittura si riducono notevolmente.
Oggi per gestire la scrittura collaborativa si usano dei software: gli strumenti più usati per la scrittura di documenti sono le Wiki, mentre per la programmazione è il controllo versione. Anche la maggior parte degli editor di testo permettono di aggiungere annotazioni o commenti a margine, permettendo così a molte persone di lavorare sullo stesso documento, ciascuna delle quali può apporre le proprie modifiche.
Wikipedia è un esempio di progetto di scrittura collaborativa su larga scala. Per la stesura di testi letterari, si preferisce invece la denominazione di scrittura collettiva.

## Tipi
Sia in ambiente accademico che in ambiente aziendale, vengono usai più termini per identificare vari tipi di scrittura collaborativa, tra i quali:
- autore singolo o scrittura collegiale (Single Author writing or Collegial): una persona guida il gruppo, ne raccoglie le idee e le traduce in testo scritto[2][3]
- scrittura sequenziale (Sequential writing): ogni membro del gruppo aggiunge il proprio contributo e passa il documento alla persona successiva, il gruppo lavora in sequenza[2]
- divisione orizzontale o scrittura parallela (Horizontal Division or Parallel writing): ogni componente del gruppo genera il proprio contributo e un coordinatore combina il tutto, il gruppo lavora in parallelo[2][4]
- scrittura stratificata (Stratified Division writing): ogni membro del gruppo partecipa al processo di composizione in ragione delle proprie competenze[2]
- scrittura reattiva o reciproca (Reactive or reciprocal writing): tutto il gruppo lavora ed elabora il progetto nello stesso tempo, ciascuno emendando e commentando il lavoro degli altri componenti del gruppo[2][5]

## Usi della scrittura collaborativa
La scrittura collaborativa può rivelarsi utile quando il carico di lavoro per una persona sola sarebbe eccessivo da sostenere. Ne consegue che la proprietà intellettuale del lavoro di gruppo debba essere di tutti i collaboratori e non del singolo.
Nel 2012, Bill Tomlinson e un gruppo di collaboratori sparsi in numerosi paesi del mondo hanno fornito la prima ampia discussione sugli aspetti esperienziali della ricerca collaborativa su larga scala, documentando il processo di sviluppo collaborativo di un articolo accademico scritto da un collettivo di trenta autori; il loro lavoro identifica strumenti e tecniche chiave che sarebbero necessari o utili per il processo di scrittura e per scoprire, negoziare e documentare problemi in una produzione testuale collettiva.
Nel 2016, i ricercatori Joy Robinson, Lisa Dusenberry e Lawrence M. Halcyon hanno condotto uno studio di caso, indagando la produttività di un gruppo di autori che ha sfruttato la pratica della scrittura collaborativa interlacciata; i ricercatori hanno verificato che il gruppo è stato in grado di produrre nel giro di tre anni di collaborazione un articolo su rivista, una proposta per una sovvenzione di ricerca di due anni, un poster digitale e uno fisico, un rapporto di ricerca intermedio e una presentazione a una conferenza. Gli autori hanno impiegato strumenti virtuali come la funzione vocale di Google Hangouts per tenere discussioni di gruppo e per scrivere in gruppo. Google Docs è stato utilizzato per consentire a ciascun membro del team di modificare e aggiungere testi a un documento condiviso durante il processo di scrittura.

## Diritto d'autore
Normalmente la scrittura collaborativa viene attuata in regime di copyleft ma non è a priori da escludersi l'ipotesi di autori che si accordino per una scrittura collaborativa con tutti i diritti riservati. 
Ovviamente nel diritto italiano esiste un presupposto: la tutela non è accordata se non nei casi previsti dall'art, 1 l'apporto creativo deve essere originale ed avere una consistenza minima sotto la quale non c'è presa in considerazione.
L'art. 3 della legge sul diritto d'autore dà la definizione delle opere collettive,
L'autore viene individuato dall'art. 7 in chi organizza e dirige la creazione dell'opera stessa.
L'utilizzazione economica spetta, invece all'editore, mentre ai singoli collaboratori dell'opera collettiva è riservato il diritto di utilizzare la propria opera separatamente e  spetta il diritto di riprodurlo in estratti separati o raccolti in volume, purché indichi l'opera collettiva dalla quale è tratto e la data di pubblicazione.

### Creative Commons e GFDL
Nella terminologia, anche in lingua italiana in uso nelle Creative Commons, non c'è corrispondenza esatta con quella usuale nel diritto italiano:  “Collective Work” non corrisponde a “opere collettive”. Per il diritto italiano sono “opere collettive” anche quelle costituite da "parti di opere", mentre solo opere “nella loro interezza e forma originale” rientrano nel concetto CC. Viceversa nel concetto anglosassone anche una minima modifica all'opera è degna di tutela sia pure in una forma attenuata.
All'interno del sistema  copyleft era stata la CC by sa ad adottare per prima la nozione di  autore collettivo ora accolto anche da GFDL con la versione 1.3

## Comparazione e analisi testuale
In ambito accademico, sono utilizzati programmi antiplagio dedicati alla tutela del diritto d'autore e alla verifica dell'originalità degli elaborati proposti da studenti e ricercatori. Esistono sia programmi installabili in macchine locali in modalità stand-alone che siti internet. Il servizio di comparazione testuale confronta due o più testi, in genere riga per riga, svolgendo sia un'analisi qualitativa che quantitativa, arrivando a stimare una percentuale di somiglianza fra due documenti.

Alcuni programmi sono in grado di svolgere l'analisi su più di due documenti parallelamente, e di stimare la somiglianza non solo in base alla mera ripetizione di parole o frasi identiche, ma anche in base ad analogie di significato (e possibile lista di frequenza estesa).
Il confronto testuale può riguardare anche il codice sorgente di un software informatico. Alcuni programmi consentono di indicare una versione principale ed una secondaria, impostando delle macro di sincronizzazione che automaticamente adeguano le differenze rilevati fra due versioni.